# Filippo Romagna
Filippo Romagna est un footballeur italien né le 26 mai 1997 à Fano. Il évolue au poste de défenseur.

## Biographie

### En équipe nationale
Avec les moins de 19 ans, il participe au championnat d'Europe des moins de 19 ans en 2016. Lors de cette compétition, il joue cinq matchs, en officiant comme capitaine. L'Italie est battue en finale par l'équipe de France.
Il dispute ensuite avec les moins de 20 ans la Coupe du monde des moins de 20 ans en 2017. Il joue six matchs lors de ce tournoi. Il est capitaine lors du match contre la Zambie. L'Italie se classe troisième du mondial.

## Palmarès

### En club
US Sassuolo
- Champion d'Italie de Serie B en 2025[3]

### En sélection nationale
- Finaliste du championnat d'Europe des moins de 19 ans 2016 avec l'équipe d'Italie des moins de 19 ans